# Aisymnet
Ein Aisymnet (altgriechisch αἰσυμνητήρ aisymnetér, auch Diallaktes διαλλακτής) war ursprünglich ein „Schiedsrichter“ im antiken Griechenland des 7. und 6. Jahrhunderts vor Christus.
Während des siebten vorchristlichen Jahrhunderts traten in zahlreichen griechischen Poleis soziale Spannungen auf. Zum einen bekämpften sich verschiedene Adelsgruppen untereinander, zum anderen gerieten Kleinbauern immer mehr in wirtschaftliche Abhängigkeit vom Adel. Diese Konflikte bargen Potential für Bürgerkriege, und so einigte sich vielenorts die gesamte Bürgerschaft auf einen Aisymneten.
Die Aisymneten wurden mit Generalvollmacht ausgestattet und sollten zwischen den rivalisierenden Parteien vermitteln sowie soziale Missstände ausräumen. Oft änderten sie auch Teile der Verfassung zu diesem Zweck. In vielen Poleis genügten ihre Maßnahmen nicht, um die Bevölkerung zu befrieden, und nach ihrer Amtsniederlegung wurde eine Tyrannis errichtet. In einigen Städten entwickelte sich die außerordentliche Aisymnetie zum Magistrat.

## Berühmte Aisymneten
- Charondas von Katane
- Pittakos von Mytilene[4]
- Solon von Athen
- Timoleon von Korinth[5]
- Zaleukos von Lokroi

## Nachantike Aisymneten
Der politischen Funktion nach kann man auch nachantike historische Persönlichkeiten immer wieder als Aisymneten konstatieren, so (sogar zweimal in seinem Leben: 1945 und 1958) Charles de Gaulle für Frankreich.